# نیم‌رسانای غیرذاتی

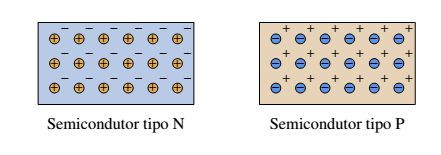
نمایی از طرح‌وساختار نیم‌رسانای غیرذاتی؛ انواع N و P

نیم‌رسانای غیرذاتی (به انگلیسی: Extrinsic semiconductor) به نیم‌رساناهایی گفته می‌شود که ناخالصی‌هایی (آلاینده‌ها) در ساختار آن‌ها وارد شده و  انرژی نوارهای انرژی آن را تغییر داده باشد.
اگر ظرفیت اتم ناخالصی با اتم‌های فاز مادر متفاوت باشد، الکترون یا حفره‌ی به وجود آمده در اثر جایگزین شدن این اتم در شبکه می‌تواند آزادانه در نیم‌رسانا حرکت کند و در نتیجه رسانایی آن را تغییر می‌دهد.

## دو نوع از نیم‌رسانا

### نیم‌رساناهای نوع N
نیم‌رساناهای نوع N با آلایش یک نیم‌رسانای ذاتی با یک عنصر دهنده الکترونی در طول تولید ایجاد می‌شوند. اصطلاح نوع n از بار منفی الکترون ناشی می‌شود. درنیم‌رساناهای نوع n، الکترون‌ها حامل‌های اکثریت  هستند و حفره‌ها حامل اقلیت هستند. آلاینده یا ناخالصی مشترک برای سیلیسیم از نوع n فسفر یا آرسنیک است. در یک نیم‌رسانای از نوع n، تراز فرمی آن بیشتر از نیم‌رسانای ذاتی است و به نوار هدایت نزدیکتر از نوار ظرفیت است.

### نیم‌رساناهای نوع P
نیم‌رساناهای نوع P با آلایش یک نیم‌رسانای ذاتی با یک عنصر پذیرنده الکترونی در طول تولید ایجاد می‌شوند. اصطلاح نوع p به بار مثبت یک حفره اشاره دارد. در مقایسه با نیم‌رساناهای نوع n، نیم‌رساناهای نوع p چگالش حفره بیشتری نسبت به چگالش الکترونی دارند. در نیم‌رساناهای نوع P، حفره‌ها حامل‌های اکثریت هستند و الکترون‌ها حامل اقلیت هستند. آلاینده متداول از نوع p برای سیلیسیم، بور یا گالیم است. برای نیم‌رساناهای نوع P تراز فرمی زیر تراز ذاتی است و به نوار ظرفیت نزدیک‌تر از نوار هدایت است.